# Антониоли, Микеле
Микеле Антониоли (итал. Michele Antonioli, род. 31 января 1977, Бормио, Италия — итальянский шорт-трекист, участвовал в эстафете в зимних Олимпийских играх 1998 года, серебряный призёр зимних Олимпийских игр 2002 года. Чемпион мира 1996 года, 7-кратный чемпион Европы, многократный призёр чемпионатов мира и Европы. Выступал за клуб "Bormio Ghiaccio".

## Биография
Микеле Антониоли начал кататься в возрасте 5 лет в Бормио. В 1994 году попал в национальную сборную Италии, а в 1995 году на чемпионате мира в Йевике стал 11-м в беге на 1500 м. В январе 1996 года занял 1-е место на Кубке Европы в Оберсдорфе, в марте на чемпионате мира в Гааге выиграл свою первую и единственную золотую медаль в эстафете. С 1996 по 2004 года завоевал 5 бронзовых медалей на командных чемпионатах мира. 
В 1997 году Антониоли участвовал на первом чемпионате Европы в Мальмё и выиграл бронзу с партнёрами в эстафете. На зимней Универсиаде в Муджу выиграл бронзовую медаль в беге на 1500 м, а через год на чемпионате Европы в Будапеште выиграл две бронзы на дистанциях 500 и 1000 м и занял 2-е место в абсолютном зачёте многоборья. 
В феврале 1998 года участвовал на зимних Олимпийских играх в Нагано, где занял 4-е место в эстафете. В начале 1999 года на чемпионате Европы в Оберсдорфе выиграл бронзовую медаль в личном многоборье и золотую в эстафете. В 2000 году поступил в полицейский Государственный лесной корпус. В 2002 году стал серебряным призёром в эстафете на зимних Олимпийских играх в Солт-Лейк-Сити.
В 2006 году завершил карьеру конькобежца и работал техником спортивной группы по шорт-треку в Бормио. Позже помощником тренера в национальной сборной. На зимних Олимпийских играх в Пекине в 2022 году был комментатором по шорт-треку на канале Eurosport.